# Гунду
Гунду (гінді हुन्डरु जलप्रपात) — водоспад на річці Субарнарекга у штаті Джгаркганд, Індія.

## Географія
Водоспад розташований на річці Субарнарекга за 45 кілометрів від міста Ранчі, столиці штату Джгаркганд.
Гунду займає 34-е місце серед найвищих водоспадів Індії. Він є одним з найвідоміших туристичних місць у штаті Джгаркганд.

## Світлини

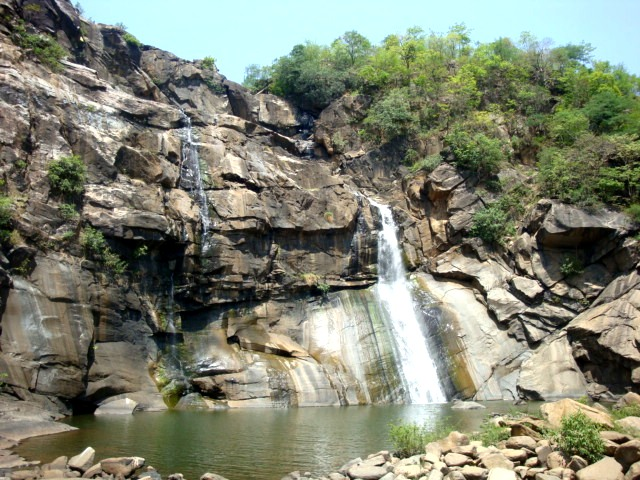
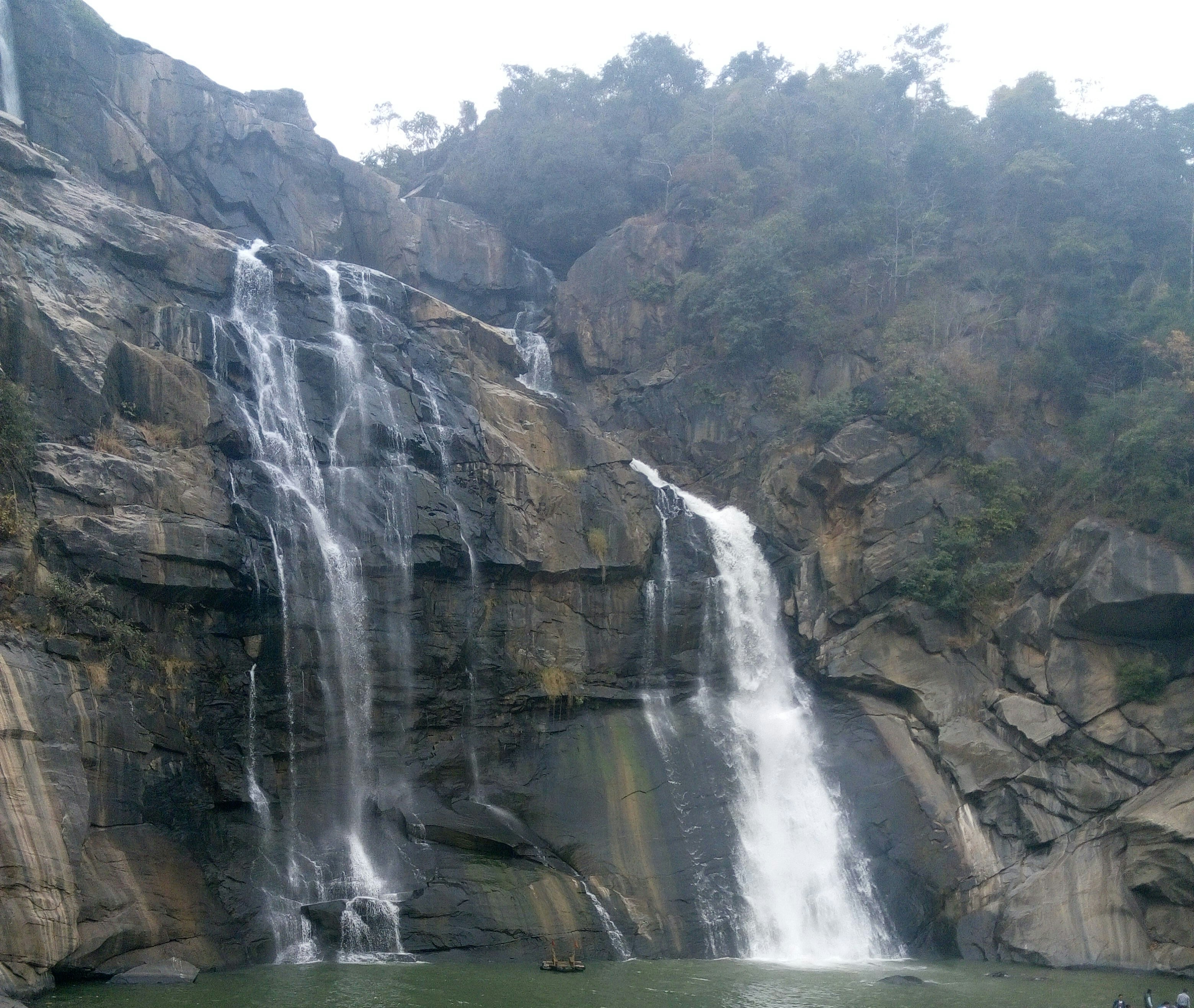
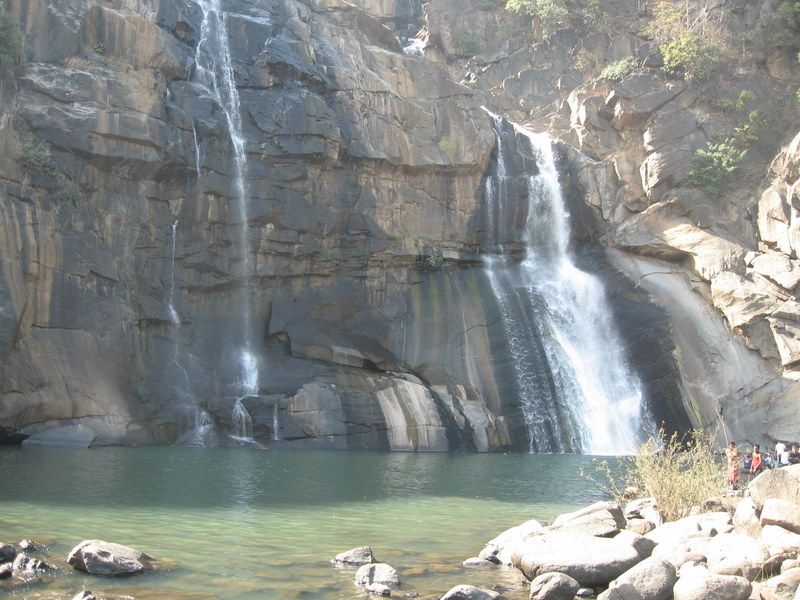